# Лобанов, Виктор Михайлович
Виктор Михайлович Лобанов (псевдонимы: В.Л., В. Варяжский, В. Викторов, В. Михайлов) (1885, Балаково — 1970, Москва) — российский и советский искусствовед, писатель

, художник, член-корреспондент Академии художеств СССР (1947). Заслуженный деятель искусств РСФСР (1946).

## Биография
Родился 14 февраля 1885 года[по какому календарю?] в селе Балаково Самарской губернии семье местного купца-лесопромышленника, старообрядца Лобанова Михаила Прокофьевича.
В 1904 году — окончил реальное училище в Вольске и поехал учиться в Москву, где познакомился с Владимиром Алексеевичем Гиляровским (знакомый отца дал рекомендательное письмо к Гиляровскому, тот оставил его жить у себя). В 1908 году с рекомендацией Гиляровского он был принят в члены Московского Общества любителей художеств.
В 1912 году окончил юридический факультет Московского университета, в 1913 году — экономический факультет Московского коммерческого института.
В 1913 году женился на Надежде Владимировне Гиляровской (1886—1966), дочери В. А. Гиляровского.
С 1913 по 1918 год был заведующим художественным отделом издательства Д. Я. Маковского; с 1921 по 1931 годы — помощник учёного секретаря Исторического музея Москвы; с 1931 по 1934 годы — учёный секретарь издательства «ИЗОГИЗ»; с 1934 по 1935 годы — инспектор Изоотдела Наркомпроса.
С 1935 по 1939 годы — учёный секретарь МОСХ, с 1939 по 1948 годы — учёный секретарь Оргкомитета Союза художников СССР.
В 1947 году был избран членом-корреспондентом Академии художеств СССР.
С 1948 по 1949 годы — заместитель директора по науке, с 1949 по 1953 годы — заведующий сектором научной документации, с 1953 по 1955 годы — старший научный сотрудник НИИ теории и истории изобразительных искусств АХ.
Был членом Общества изучения русской усадьбы и Русского общества друзей книги.
Умер 23 октября 1970 года в Москве; похоронен вместе с тестем и женой на Новодевичьем кладбище.

## Творческая деятельность
Впервые напечатался в 1902 году (стихи в газетах «Поволжье» и «Саратовский листок»).
В 1904 начал с заметок в газетах под различными псевдонимами, печатался в «Искре», «Русском слове», «Утре России», «Родине», «Ниве», «Сполохах», «Вестнике жизни», «Прожекторе», «Печати и Революции», «Вечерней Москве» и других изданиях, писал рецензии на новые книги, иллюстрированные А. Бенуа, К. Сомовым, Е. Лансере, М. Добужинским, А. Остроумовой-Лебедевой и другими.
В первые годы после революции при поддержке Гиляровского организовал издательство «Берендеи», выпускавшее альбомы автолитографий.
Руководя художественным отделом журнала «Вестник жизни» (1918—1919), публиковал свои статьи на актуальные темы того времени: «Лига Наций», «Общегородская конференция пролетарских культурно-просветительных организаций», «Обзор журналов по пролетарской культуре» и другие.
В 1922 году — вышла первая книга «Революция 1905 года в русской живописи».
Часто писал статьи в периодической печати о художниках, выставках, статьи к каталогам художественных выставок; написал более десятка книг о русских художниках (в том числе о В. М. Васнецове, И. Э. Грабаре, Е. Е. Лансере, В. Д. Поленове, А. К. Саврасове, П. П. Соколове-Скаля.
Автор монографии (1943) о советском живописце-реалисте, первом президенте Академии художеств СССР Александре Михайловиче Герасимове (1881—1963).
С начала 1900-х был участником Литературно-художественного кружка, на собраниях которого — «Вторниках» — выступали со стихами или докладами Д. С. Мережковский, З. Н. Гиппиус, Вяч. И.Иванов, В. Я. Брюсов, А.Белый, К. Д. Бальмонт, Н. А. Бердяев, Д. Н. Философов, М. А. Волошин, Л. Г. Мунштейн-Лоло, Л. Л. Эллис-Кобылинский, К. И. Чуковский; воспоминания Лобанова об этом времени вышли в книге «Кануны. Из художественной жизни Москвы в предреволюционные годы» (М., 1968).
Вместе с женой вел работу по сохранению творческого наследия В. А. Гиляровского, были изданы ряд его книг («Люди театра», «Москва газетная, рассказы»).

### Основные работы
«Французская революция» (М., 1917), «Подмосковные» (М., 1919), «Творческий путь А. Е. Архипова» (М., 1927), «В. Васнецов в Абрамцево» (М., 1928), «Художественные группировки за последние 25 лет» (М., 1930), «Н. В. Устинов» (М., 1939), «П. П. Соколов-Скаля» (М.-Л., 1940), «А. К. Саврасов. 1830—1897» (М.-Л., 1943), «А. М. Герасимов» (М.-Л., 1943), «И. Э. Грабарь» (М.-Л., 1945), «Книжная графика Е. Е. Лансере» (М.-Л., 1948), «Народный художник В. Д. Поленов» (Предисловие и общая редакция, Тула, 1953), «Дом-музей художника В. М. Васнецова» (М., 1957), «А. А. Лебедев-Шуйский» (М., 1960), «П. И. Петровичев и М. В. Туржанский. Альбом». (М., 1960), «В. Васнецов в г. Москве» (М., 1961), «В. Васнецов» (М., 1962), «К. Вялов» (М., 1968), «Ю. Дудов» (М., 1968), «Кануны. Из художественной жизни Москвы в предреволюционные годы» (М., 1968), «Столешники дяди Гиляя» (М., 1972).
В музее-усадьбе А. М. Герасимова в Мичуринске (Тамбовская область) хранятся две работы парные портреты художника и его жены, написанные А. М. Герасимовым в 1912—1913 годах в Подмосковье на даче Гиляровских.

## Награды
- Заслуженный деятель искусств РСФСР (1946)